# Dorota Zdunkiewicz-Jedynak
Dorota Maria Zdunkiewicz-Jedynak (ur. 17 maja 1962) – polska językoznawczyni, profesor nauk humanistycznych.

## Życiorys
Jest absolwentką studiów polonistycznych na Uniwersytecie Warszawskim, od 1986 pracuje na macierzystej uczelni, w Instytucie Języka Polskiego. Tam w 1994 obroniła pracę doktorską Językowe środki perswazji w polskich tekstach kaznodziejskich napisaną pod kierunkiem Renaty Grzegorczykowej. W 2007 otrzymała stopień doktora habilitowanego na podstawie pracy Surfując po Internecie w poszukiwaniu Boga... Gatunki komunikacji religijnej na polskich katolickich stronach internetowych. W 2022 otrzymała tytuł profesora nauk humanistycznych.